# Nolay (Côte-d’Or)
Nolay – miejscowość i gmina we Francji, w regionie Burgundia-Franche-Comté, w departamencie Côte-d’Or.
Według danych na rok 1990 gminę zamieszkiwało 1551 osób, a gęstość zaludnienia wynosiła 108 osób/km² (wśród 2044 gmin Burgundii Nolay plasuje się na 137. miejscu pod względem liczby ludności, natomiast pod względem powierzchni na miejscu 676.).